# Pont Neuf (metrostation)
Pont Neuf er en station på linje 7 i metronettet i Paris, beliggende i 1. arrondissement. Stationen blev åbnet 16. april 1926.
Stationen ligger i den ældste del af Paris og er forbundet med Île de la Cité via den bro, den er opkaldt efter, Pont Neuf, byens ældste bro. Metrostationen er udsmykket med billeder af forskellige mønter, som blev præget af Monnaie de Paris. Andre elementer i udsmykningen er en gammel møntvægt og to montrer med mønter.
I nærheden af stationen ligger blandt andet Samaritaine, Pont Neuf og Conciergerie.

## Trafikforbindelser
- RATP